# Valka (rejon)
Valka (łot. Valkas rajons) – rejon w północnej Łotwie, funkcjonujący w latach 1949–2009.
Rejon graniczył z Estonią oraz z rejonami: Alūksne, Gulbene, Kieś i Valmiera.
Zniesiony 30 czerwca 2009, w ramach reformy administracyjnej.